# Max Gallo
Max Gallo (Niza, Francia, 7 de enero de 1932-Cabris, Alpes-Maritimes, Francia, 18 de julio de 2017) fue un historiador, periodista, escritor y eurodiputado francés. Fue miembro de la Academia Francesa, en la que ocupó la silla número 24.

## Biografía
Hijo de inmigrantes italianos, empezó su carrera como periodista y se unió a las filas del comunismo hasta 1956. En 1974 se adhirió al Partido Socialista Francés. Fue miembro del Parlamento francés y europeo, así como ministro y portavoz del gobierno. Fue catedrático de Historia y era doctor en Literatura. Escribió numerosas biografías (entre ellas las de Robespierre y Garibaldi, Napoleón y Julio César) y ensayos sobre temas clave de la historia contemporánea antes de publicar sus novelas más exitosas: Napoleón, Caesar Imperator y La Cruz de Occidente. Fue colaborador de L’Express y editor jefe de Le Matin de Paris. En los últimos años se dedicaba exclusivamente a la literatura. El 26 de abril de 2007 se postuló para entrar a la Academia Francesa, cosa que logró el 31 de mayo de 2007, reemplazando a Jean-François Revel.
Padeció la enfermedad de Parkinson durante varios años. Falleció el 18 de julio de 2017, a los 85 años.